# Vellugtende skovranke
Vellugtende skovranke (Clematis flammula) er en lian med en slyngende vækst. Blomsterne dufter af mandler i udspringet, men lige som resten af planten er de giftige. Den er en yndet haveplante på grund af dens rigdom af blomster.

## Beskrivelse
grenene er slanke til spinkle, og barken er først lysegrøn og furet, men senere bliver den  rødbrun og glat. Gamle grene har en grå og trævlet bark. Knopperne er modsat stillede,  udspærrede og slanke. Bladene er dobbelt fjersnitdelte med småblade, som varierer i størrelse og form. De kan være linjeformede, smalt ægformede eller næsten runde, og randen kan være hel eller fliget. 
Blomstringen foregår i juli-september. Blomsterne sidder samlet i store, åbne stande, som er samemnsat af flødehvide, regelmæssige blomster. De har fire kronblade og mange, oprette støvdragere. Frugterne er nødder med lange, sølvhvide frøhaler.
Rodnettet er meget stort og både dybtgående og vidt udbredt. 
Højde x bredde og årlig tilvækst: 5,00 x 2,00 m (50 x 20 cm/år). Målene kan anvendes ved udplantning.

## Hjemsted
Arten er udbredt i Nordafrika, Mellemøsten, Kaukasus og Sydeuropa. Den er knyttet til varme, lysåbne voksesteder med tør og veldrænet jord, f.eks. på sandklitter og i makier. 
På grund af en effektiv frøspredning er den blevet naturaliseret mange steder i Nordamerika, hvor den betragtes som invasivt ukrudt.
På en varm, meget lys og kalkrig skovbund i kystområdet neden for Rom (Latium) findes arten sammen med bl.a. abild, avnbøg, bjergstenfrø, etruskisk gedeblad, frynseeg, glat korsblad, lægegaltetand, mispel, musetorn, navr, storfrugtet røn og ungarsk eg

## Anvendelse
Velduftende Skovranke klatrer op ad faste strukturer eller andre planter, hvis det er muligt, og hvis ikke, bruger den sig selv til at klatre op ad, hvorved den danner en busklignende struktur. Den er en yndet haveplante på grund af dens rigdom af blomster over en lang periode, og fordi den er god i forbindelse med espalierer, som den snart dækker på grund af en hurtig vækst. 
| Portal | Portal:Botanik |

## Note
1. ↑  Pietro Massimiliano Bianco, Anna Testi, Federico Belisario og Silvia Guidotti: Vegetation patterns in the succession from wood fringes towards woodlands Arkiveret 12. december 2007 hos  Wayback Machine (engelsk)